# Würfelbein

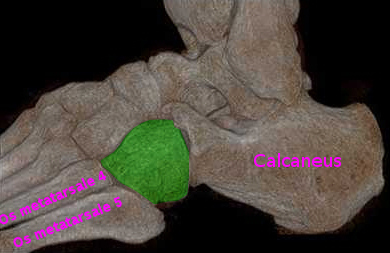
Würfelbein im Verband des Fußes zwischen Fersenbein und Mittelfußknochen.

Das Würfelbein (auch Kuboid, lat. Os cuboideum oder Os tarsale quartum) ist einer der Fußwurzelknochen und liegt zwischen dem Fersenbein (Calcaneus) und dem 4. und 5. Mittelfußknochen.
Auf der vorderen (distalen) Seite des Würfelbeines befinden sich zwei durch eine Furche voneinander getrennte Gelenkflächen für den 4. und 5. Mittelfußknochen, mit denen das Würfelbein das äußere Tarsometatarsalgelenk bildet.
An der zum Fußinnenrand gerichteten (medialen) Fläche befindet sich eine Gelenkfläche für das äußere Keilbein. Manchmal befindet sich hier auch eine Gelenkfläche für das Kahnbein.
Die zum Fußaußenrand gelegene (laterale) Seite des Würfelbeines ist leicht konkav geformt und kurz. In diesem Bereich wird die Sehne des langen Wadenbeinmuskels um den Fußaußenrand umgelenkt.
Auf der unteren (plantaren) Fläche befindet sich ein kleiner leistenförmiger Höcker, die Tuberositas ossis cuboidei. An dem Höcker setzen tiefe Schichten des langen Sohlenbandes (Ligamentum plantare longum) an. Vor der Tuberositas (distal) liegt eine Sehnenfurche (Sulcus tendinis musculi peronaei longi) für die Sehne des langen Wadenbeinmuskels (Musculus peronaeus longus). Diese Sehnenfurche wird durch oberflächlichere Schichten des langen Sohlenbandes, die von der Tuberositas weiter zu den Basen der Mittelfußknochen ziehen, zu einem Tunnel geschlossen. Die Sehne des langen Wadenbeinmuskels läuft hier in einer Sehnenscheide, die nur bei bestimmten Fußstellungen in der Furche liegt. Die Tuberositas ist teilweise überknorpelt und die Sehnenscheide gleitet auf ihr.
Verletzungen des Gelenks zwischen Würfel- und Fersenbein werden als Cuboid-Syndrom bezeichnet.